# Ольденбург (район)
О́льденбург (нем. Oldenburg) — район в Германии. Центр района — город Вильдесхаузен. Район входит в землю Нижняя Саксония. Занимает площадь 1063,07 км². Население — 125 731 чел. Плотность населения — 118,3 человек/км².
Официальный код района — 03 4 58.
Район подразделяется на 15 общин.

## Города и общины
1. Дётлинген (6 036)
2. Гандеркезе (30 937)
3. Гросенкнетен (13 842)
4. Хаттен (13 468)
5. Худе (15 646)
6. Варденбург (16 058)
7. Вильдесхаузен (18 269)

Управление Харпштедт
1. Беккельн (849)
2. Кольнраде (855)
3. Дюнзен (1 256)
4. Грос-Иппенер (1 181)
5. Харпштедт (4 563)
6. Кирхзельте (1 255)
7. Принцхёфте (728)
8. Винкельзет (663)